# Governatorato della Volinia
La Gubernija della Volinia (in russo Волынская губерния?) era una gubernija dell'Impero russo, che occupava approssimativamente il territorio della regione storica della Volinia. Istituita nel 1792, esistette fino al 1925, il capoluogo era stato Zaslavia fino al 1795, poi Novohrad-Volyns'kyj fino al 1804 ed infine Žytomyr.
Dopo la firma della pace di Riga nel 1921 parte del territorio del governatorato divenne parte del Voivodato di Volinia nell'ambito della Seconda Repubblica Polacca, la restante parte invece entrò nelle terre della Repubblica Socialista Sovietica Ucraina.